# Christophe Bouchut
Christophe Bouchut, né le 24 septembre 1966 à Voiron (Isère), est un pilote automobile français, spécialisé dans les courses d'endurance et les courses de Grand tourisme.

## Biographie

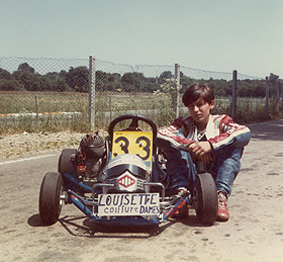
Christophe Bouchut pour son premier titre national en kart (1980).

Christophe Bouchut commence sa carrière par le karting. Il remporte deux titres de champion de France, Classe Bleue en 1982 et Inter en 1987.
Il décide alors de se lancer pleinement en sport automobile et remporte le Volant Elkron sur l'autodrome de Linas-Montlhéry. Dès sa première saison de Championnat de France de Formule Ford en 1989, Bouchut remporte sa première victoire significative sur le circuit de Charade. Vice-champion de France de Formule Ford en 1990, il accède à la Formule 3 l'année suivante. Après deux saisons délicates, il devient champion de France de en 1991 avec Graff Racing.

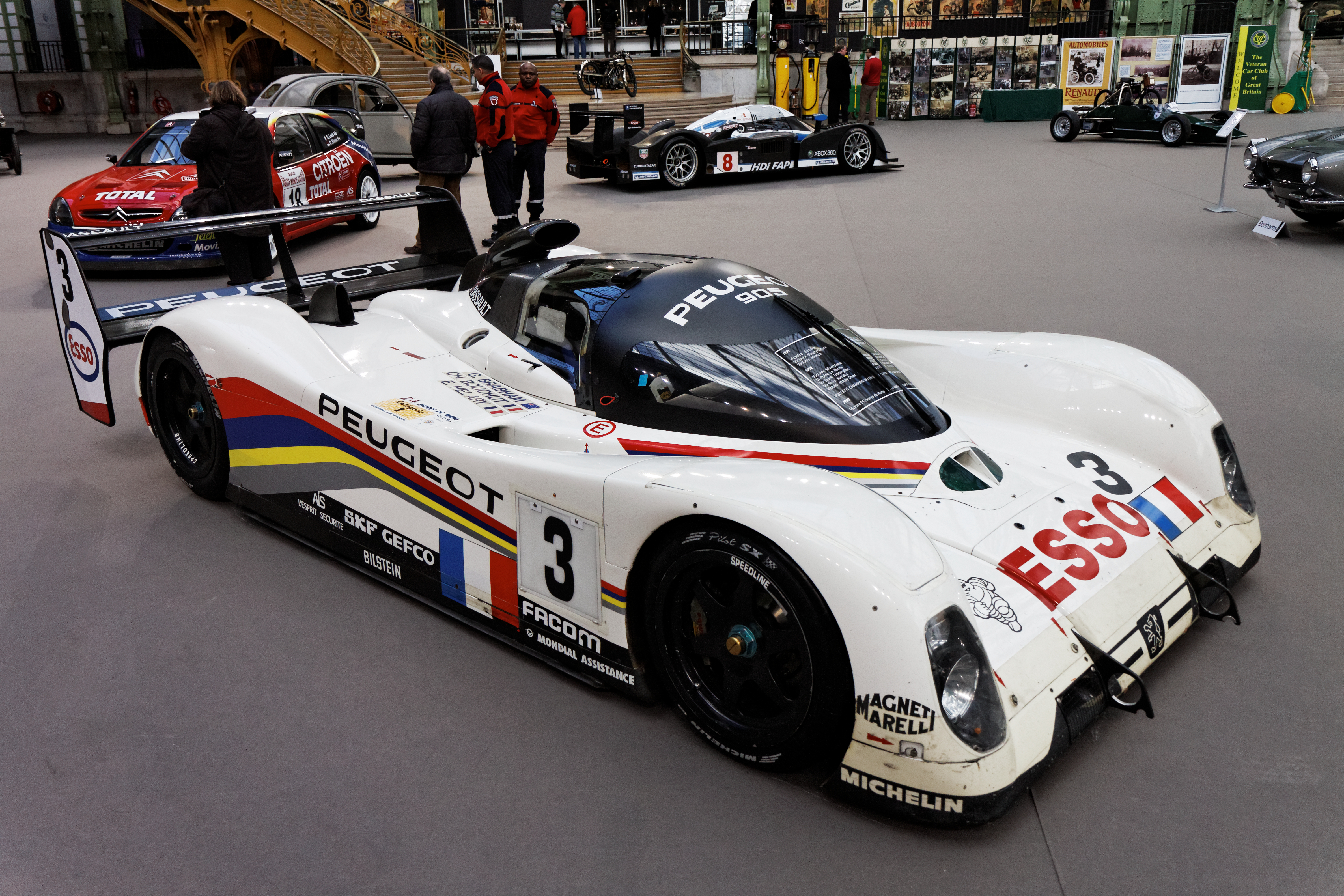
Christophe Bouchut vainqueur des 24 Heures du Mans 1993 sur la Peugeot 905 Evo 1B avec Geoff Brabham et Éric Hélary.

L'année suivante, il devient champion de France de Formule Peugeot 905 Spider puis, en 1993 il remporte les 24 heures du Mans sur une Peugeot 905 Evo 1B avec Geoff Brabham et Éric Hélary.
En 1995, il est engagé par l'équipe Larrousse pour disputer la saison 1995 de Formule 1 mais l'équipe fait faillite peu de temps après sans avoir disputé le moindre Grand Prix. Il doit se contenter de quatre courses pour le team Danielson en championnat international de Formule 3000 1995 sur Lola-Cosworth.
Après avoir remporté le championnat FIA GT en N-GT en 2000, il gagne en 2001 et 2002 dans la catégorie GT avec l'écurie Larbre Compétition puis devient champion de France de tourisme en 2003. Il participe alors régulièrement aux championnats FIA GT et FFSA GT.
Depuis 2009, il court pour l'écurie Level 5 Motorsports fondée par Scott Tucker.

## Palmarès

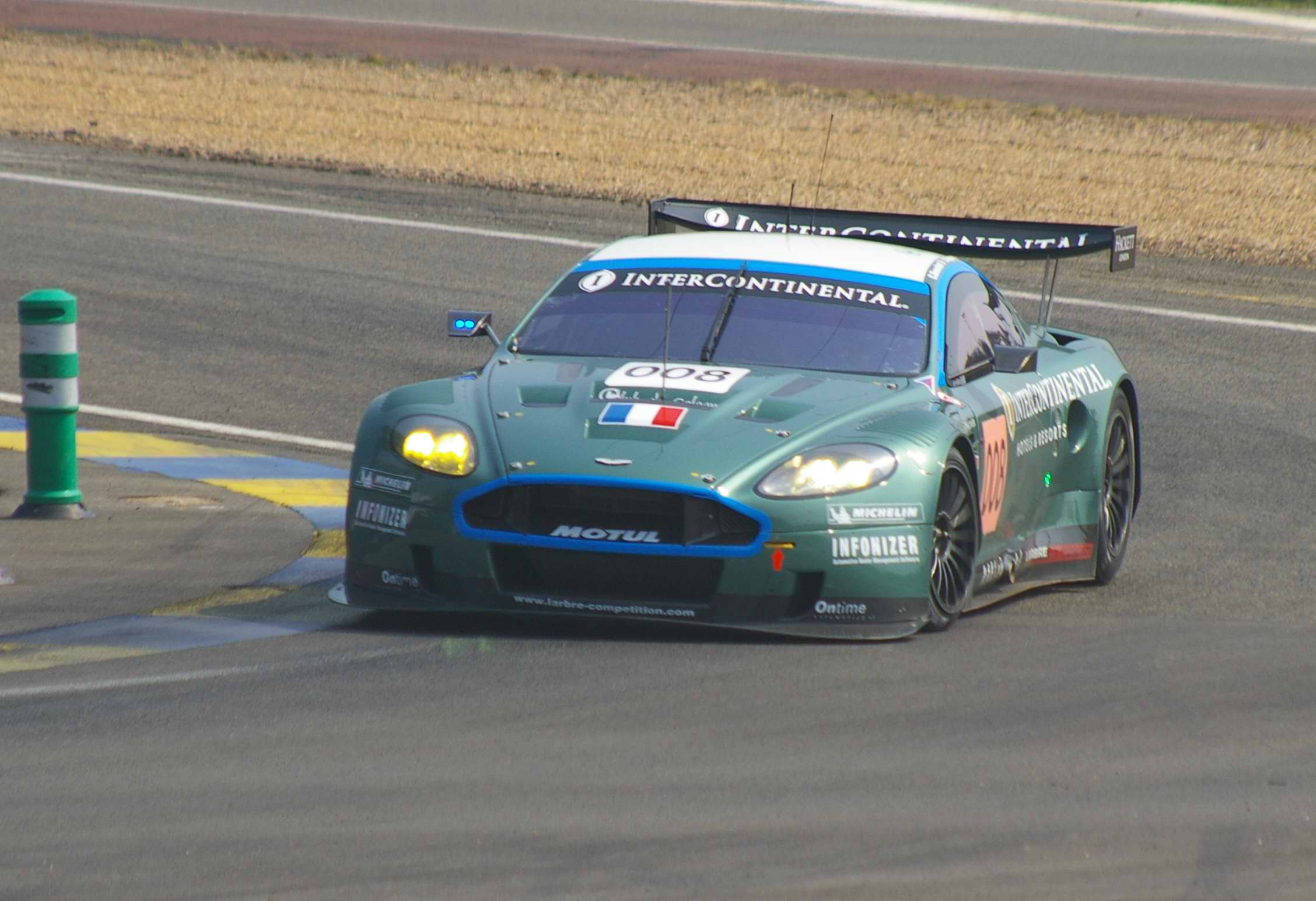
L'Aston Martin DB9 de l'équipage de Christophe Bouchut en 2007 au Test du Mans au virage de Mulsanne.

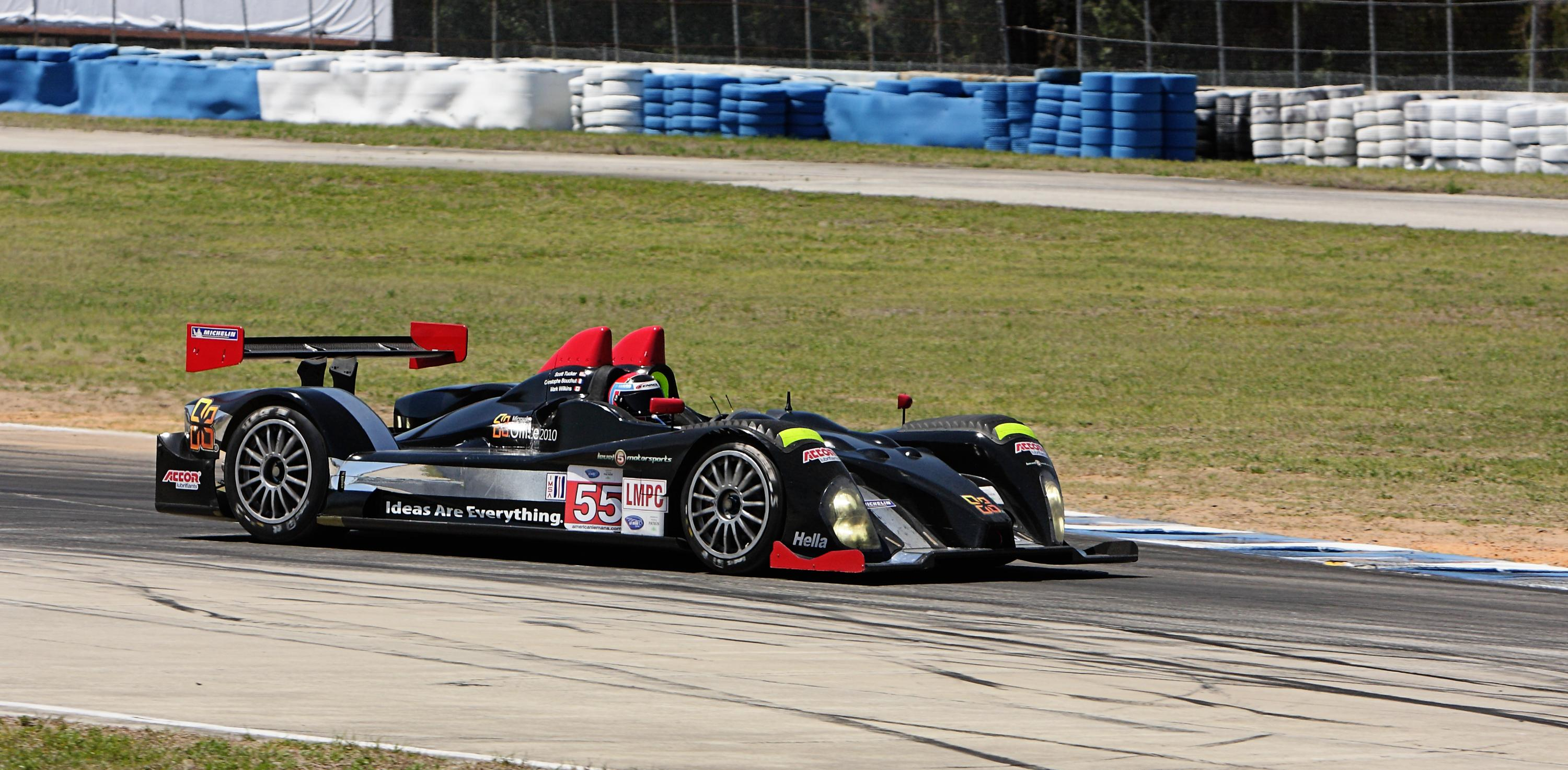
Bouchut sur Oreca FLM09, lors des 12 Heures de Sebring en 2010.

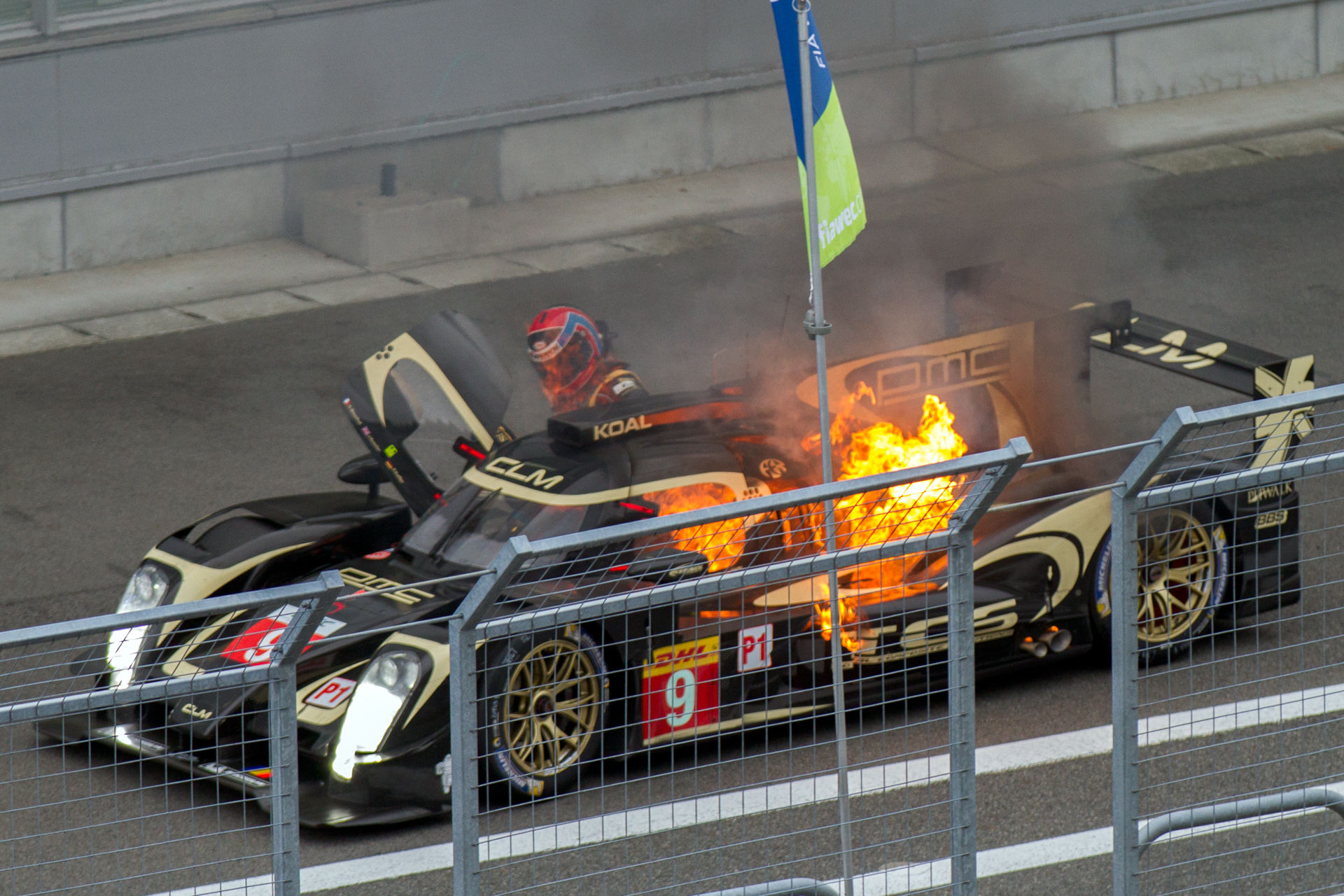
Bouchut s'extrayant de sa Lotus en flammes à Fuji en 2014.

- Champion de France de Formule 3 en 1991
- Champion de France Peugeot 905 Spider en 1992
  - 2e des 500 kilomètres de Magny-Cours en 1992 (sur Peugeot 905, en championnat du monde des voitures de sport)
- Vainqueur des 24 Heures du Mans en 1993 avec Geoff Brabham et Eric Hélary (sur Peugeot 905 pour le Peugeot Talbot Sport)
  - 2e des 24 Heures de Spa en 1993
- Quadruple vainqueur de la Porsche Carrera Cup France en 1994, 1995, 1996 et 2000 (sur Porsche 964 (1), puis 993 (2), et 996 (1))
- Vainqueur des 24 Heures de Daytona en 1995 avec Jürgen Lässig, Giovanni Lavaggi et Marco Werner (pour le Kremer Racing)
  - 2e à Jerez, au Paul-Ricard et à Monza en championnat BPR 1995 (2e au Mans l'année suivante, épreuves de 4 heures)
  - 2e du Championnat de France FFSA GT 1997 (1re édition, sur Porsche 911 GT2)
  - 3e des 24 Heures de Daytona en 1998
  - 4e des 24 Heures de Daytona en 1999
- Vainqueur du championnat FIA GT en 2000 dans la catégorie N-GT (2e division avec Patrice Goueslard sur Porsche 911 GT3-R de Larbre Compétition, champion N-GT), et en 2001 (avec Jean-Philippe Belloc) et 2002 en catégorie GT sur Chrysler Viper GTS-R (1re division désormais, avec Larbre Compétition, double champion GT)
- 500 kilomètres de Brno, de Silverstone, et de Zolder, en 2001 en FIA GT
- 24 Heures de Spa en 2001 (avec Jean-Philippe Belloc et Marc Duez) et 2002 (avec Sébastien Bourdais, David Terrien et Vincent Vosse), sur Chrysler Viper GTS-R en FIA GT
  - 3e des 24 Heures de Daytona en 2001 (8e en 2002)
- Champion de France de Supertourisme en 2003
  - 9e des 12 Heures de Sebring en 2004
- 500 kilomètres de Bahrain en 2005 en FIA GT
  - 3e des 24 Heures de Spa en 2005
- Mil Milhas Brasil, en 2006 avec Nelson Piquet, Piquet Jr., et Hélio Castroneves sur Aston Martin DBR9 (pour le Cirtek Motorsport)
- Spa en championnat de Belgique de Grand Tourisme en 2006
- 2 Heures de Zhuhai en 2007 en FIA GT
- Champion de France de FFSA GT en 2008 (avec Larbre Compétition, sur Saleen S7-R)
- 2 Heures de Monza en 2008 en FIA GT
  - 3e des Rolex Sports Car Series en 2010 (avec Scott Tucker, Ryan Hunter-Reay, Lucas Luhr et Richard Westbrook)
- Vainqueur du championnat ALMS en 2010 dans la catégorie LMPC avec Scott Tucker
- Vainqueur du championnat American Le Mans Series|ALMS en 2011 et 2012 dans la catégorie LMP2 avec Scott Tucker
  - 8e des 24 Heures de Daytona en 2011
  - 2e du Petit Le Mans et 4e des 12 Heures de Sebring en 2012

(Nota Bene: 8 victoires en FIA GT)

## Résultats aux 24 heures du Mans
| Année | Voiture                   | Équipe               | Équipiers                               | Résultat  |
| ----- | ------------------------- | -------------------- | --------------------------------------- | --------- |
| 1993  | Peugeot 905 Evo 1B        | Peugeot Talbot Sport | Geoff Brabham / Eric Hélary             | Vainqueur |
| 1994  | Honda NSX                 | Kremer Racing        | Armin Hahne / Bertrand Gachot           | 14e       |
| 1995  | Kremer K8 Spyder-Porsche  | Kremer Racing        | Thierry Boutsen / Hans-Joachim Stuck    | 6e        |
| 1996  | Kremer K8 Spyder-Porsche  | Kremer Racing        | Jürgen Lässig / Harri Toivonen          | Abandon   |
| 1997  | Porsche 911 GT1           | Kremer Racing        | Andy Evans / Bertrand Gachot            | Abandon   |
| 1998  | Mercedes-Benz CLK-LM      | Mercedes-AMG         | Jean-Marc Gounon / Ricardo Zonta        | Abandon   |
| 1999  | Mercedes-Benz CLR         | Mercedes-AMG         | Peter Dumbreck / Nick Heidfeld          | Abandon   |
| 2000  | Porsche 911 GT3 R (996)   | Larbre Compétition   | Jean-Luc Chéreau / Patrice Goueslard    | Abandon   |
| 2001  | Chrysler Viper GTS-R      | Larbre Compétition   | Jean-Philippe Belloc / Tiago Monteiro   | 20e       |
| 2002  | Chrysler Viper GTS-R      | Larbre Compétition   | Patrice Goueslard / Vincent Vosse       | 18e       |
| 2003  | Chrysler Viper GTS-R      | Larbre Compétition   | Patrice Goueslard / Steve Zacchia       | 16e       |
| 2004  | Ferrari 550 GTS Maranello | Larbre Compétition   | Olivier Dupard (de) / Patrice Goueslard | 14e       |
| 2005  | Ferrari 550 GTS Maranello | Cirtek Motorsport    | Nikolai Fomenko / Alexei Vasiliev       | 17e       |
| 2007  | Aston Martin DBR9         | Larbre Compétition   | Casper Elgaard / Fabrizio Gollin        | 7e        |
| 2008  | Saleen S7-R               | Larbre Compétition   | Patrick Bornhauser / David Smet         | 28e       |
| 2009  | Ferrari F430 GTC          | JMB Racing           | Manuel Rodrigues / Yvan Lebon (de)      | 29e       |
| 2010  | Audi R10 TDI              | Team Kolles          | Manuel Rodrigues / Scott Tucker         | Abandon   |
| 2011  | Lola B08/80               | Level 5 Motorsports  | João Barbosa / Scott Tucker             | 10e       |
| 2012  | HPD ARX-03                | Level 5 Motorsports  | Scott Tucker / Luis Díaz                | Abandon   |
| 2013  | Lotus T128                | Lotus                | Kevin Weeda (de) / James Rossiter       | Abandon   |